# Vorzeitsagas
Vorzeitsagas (altisländisch Fornaldarsǫgur, Singular Fornaldarsaga) ist die Bezeichnung für eine Gattung der Altnordischen Literatur aus dem späten 13. oder 14. Jahrhundert. Sie berichten von Ereignissen vor der Besiedelung Islands im Jahr 870 und spielen deswegen nie in Island, was sie von den Isländersagas unterscheidet. Die Darstellungen tragen einen stark fiktionalen Charakter und unterscheiden sich auch in der literarischen Qualität von der Prosa der früheren nordischen Dichtung.
Die Vorzeitsagas werden meist in Heldensagas, Wikingersagas und Abenteuersagas unterschieden, wobei die Übergänge fließend sind.
Die Heldensagas enthalten Motive der europäischen Heldenliteratur, z. B. die Völsunga saga, die von Siegfried dem Drachentöter und seinen Vorfahren handelt. Sie sind stark fiktional und enden oft tragisch für die Hauptpersonen.
Wikingersagas gehen möglicherweise mehr auf historische Ereignisse zurück und beschreiben Fahrten in verschiedene Teile Europas. Als Beispiel wäre die Örvar-Odds saga zu nennen. Die Abenteuersagas berichten über Erlebnisse einzelner Personen in fremden Ländern und scheinen größtenteils frei erfunden zu sein. Zu diesen zählt z. B. die Saga vom einhändigen Egil und dem Berserkertöter Asmund.

## Textausgaben
- Rudolf Simek, Valerie Broustin, Jonas Zeit-Altpeter (Hrsg.): Sagas aus der Vorzeit. Band I (Heldensagas). 2. Auflage. Kröner, Stuttgart 2022, ISBN 978-3-520-61302-8 (Inhaltsverzeichnis).
- Rudolf Simek, Valerie Broustin, Jonas Zeit-Altpeter (Hrsg.): Sagas aus der Vorzeit. Band II (Wikingersagas). Kröner, Stuttgart 2020, ISBN 978-3-520-61401-8 (Inhaltsverzeichnis).
- Rudolf Simek, Valerie Broustin, Jonas Zeit-Altpeter (Hrsg.): Sagas aus der Vorzeit. Band III (Trollsagas). Kröner, Stuttgart 2020, ISBN 978-3-520-61501-5 (Inhaltsverzeichnis).
- Rudolf Simek, Valerie Broustin, Jonas Zeit-Altpeter (Hrsg.): Sagas aus der Vorzeit. Band III (Trollsagas). Kröner, Stuttgart 2020, ISBN 978-3-520-61501-5 (Inhaltsverzeichnis).
- Rudolf Simek, Valerie Broustin, Jonas Zeit-Altpeter (Hrsg.): Sagas aus der Vorzeit. Band IV (Märchensagas). Kröner, Stuttgart 2022, ISBN 978-3-520-61801-6 (Inhaltsverzeichnis).
- Ulrike Strerath-Bolz: Isländische Vorzeitsagas. Bd. 1. Diederichs, München 1997, ISBN 3-424-01375-7 (Inhaltsverzeichnis).

## Sekundärliteratur
- Heiko Uecker: Geschichte der altnordischen Literatur. Stuttgart 2004, ISBN 3-15-017647-6.
- Jan de Vries: Altnordische Literaturgeschichte. 3. Auflage. Berlin/New York 1999, ISBN 3-11-016330-6.